# ربکا-زدروج
ربکا-زدروج (به لاتین: Rabka-Zdrój) یک شهر و گمینا در لهستان است که در گمینا رابکا-زدروی واقع شده‌است. ربکا-زدروج ۳۶٫۵۹ کیلومتر مربع مساحت و ۱۳٬۰۵۲ نفر جمعیت دارد.

## خواهرخوانده
شهرهای موهاردت و شاتو-گونتیه خواهرخوانده‌های ربکا-زدروج هستند.